# Пляшкевич, Вероника Николаевна
Вероника Николаевна Пляшкевич (род. 22 ноября 1984, Жодино, Минская область) — белорусская артистка театра и кино.

## Биография
Родилась в 1984 году в Жодино.
В 2006 году окончила Белорусскую государственную академию искусств по специальности «актёр драматического театра и кино» (курс Фомы Воронецкого).
С марта 2006 года — актриса Национального академического драматического театра имени М. Горького.
Работала на телевидении, в частности, в 2019—2021 годах — няня Полинка — ведущая программы «Калыханка» (белорусский аналог «Спокойной ночи, малыши!») на телеканале «Беларусь 3».
С 2007 года снимается в кино и сериалах, к 2023 году на счету актрисы более 70 работ на экране, она, пожалуй, самая востребованная актриса своего поколения — «звезда белорусского кинематографа», как часто её называют в СМИ.

## Фильмография (выборочно)
Начиная с 2007 года снялась в более 70 проектах, ниже указаны фильмы и телесериалы в которых исполнила главные роли:
- 2011 — На перепутье — Катя Кравцова — главная роль
- 2013 — Следы Апостолов — Стефания, связная партизан — главная роль
- 2014 — Государственная граница — Оксана Бутаева — главная роль
- 2014 — Не покидай меня — Вера Михасёва — главная роль
- 2015 — Прерванные воспоминания — Надя — главная роль
- 2016 — Следы на воде — Сабина — главная роль
- 2018 — Война. Остаться человеком — главная роль
- 2019 — Купала — Павлина Мядёлка — главная роль
- 2020 — Танкист — Маша — главная роль

## Призы и награды
- 2006 — ХIII Минский международный кинофестиваль «Лiстапад» — диплом театрального конкурса «За лучший дебют» за роль Катарины в спектакле «Укрощение строптивой»
- 2012 — VIII Республиканский фестиваль белорусских фильмов — приз «За лучшую женскую роль» за фильм «На перепутье»
- 2013 — Медаль Франциска Скорины